# 외국인학교
외국인학교(外國人學校)는 어떤 나라 안에 거주하는 다른 국가의 학생을 위해 설립된 학교이다. 외국인 학교의 학력은 소재국에서 정규 학교로 인정되지 않는 경우가 보통이지만, 인정되는 경우도 있다. 대한민국에 들어선 최초의 외국인 학교는 한국한성화교소학교(당시 한성화교소학)이다.

## 입학자격
대한민국에 있는 대부분의 외국인 학교들은 입학 자격이 비슷하다.  과거에는 외국 시민권이나 영주권을 갖고 있거나 해외에서 5년이상 거주한 학생들에게 입학을 허가했지만 지금은 법안이 개정되어 학생의 국적에 상관없이 부모중 한 사람이 외국인 이거나 해외에서 3년이상 거주, 또는 해외소재 학교에서 최소한 6학기 이상 이수한 학생들에게 입학을 허가한다.

## 학비
학교와 학년에 따라 차이가 있지만 대부분의 영어권 외국인 학교의 연간 학비는 2000 - 3000만원 선이다.  서울에 있는 사립대학들의 연간 학비를 훌쩍 뛰어넘는 수준이며 연희동에 위치한 서울 외국인 학교 같은 경우는 일년에 3800만원 가량의 학비를 내야 다닐 수 있다.

## 논란
외국인학교는 국내학교에 비해 수준 높은 수업이 이루어지고, 학생들의 해외 대학 진학률이 높다 보니, 일부 부유층이 온갖 부정한 방법을 동원해서 보내는 경우가 적지 않다. 이로 인해, 외국인학교가 “귀족학교”로 변질되었다는 비판이 있다. 또한 설립 취지와는 달리 외국인에 비해 내국인들의 비율이 높은 학교도 있다. 고위층의 경우 자녀를 외국인학교에 보낼 자격이 되지 않으면서도 편법으로 보내는 일도 있다.

## 같이 보기
- 조선학교
- 국제학교
- 한국학교